# آبشار تیناگو
آبشار تیناگو (به انگلیسی: Tinago Falls) آبشاری است که در میندانائو، فیلیپین واقع شده و ارتفاع کلی ریزشگاه آن ۷۳٫۱۵۲ متر (۲۴۰٫۰ فوت) است.